# Rodríguez Peña (tango)
Rodríguez Peña es un tango cuya música es de Vicente Greco, que fue estrenado por este con su orquesta en 1911 cuando actuaba en el Salón Rodríguez Peña. Las letras fueron posteriores, una de Juan Velich, otra de su hijo Juan Velich y Ralph y una tercera de Julián Porteño, pero no tuvieron difusión y el tango generalmente se ejecuta en versión instrumental.

## El autor  y los letristas
Vicente Greco (1886-1924) fue un músico de tango que se destacó como compositor, director de orquesta y bandoneonista, uno de los más representativos del período conocido como Guardia vieja, autor de Rodríguez Peña y Racing Club entre otros temas.
Todas las letras se escribieron posteriormente al estreno del tango como instrumental. La primera fue del guitarristas y poeta Juan Velich ( 1886 – 1951), más adelante ligado a la actividad radiofónica, quien frecuentaba el Salón Rodríguez Peña luciendo habilidades de bailarín. Luego Velich hizo una nueva versión en colaboración con su hijo  Juan Velich y Ralph,  un fragmento de cual fue cantado por Alberto Gómez como estribillista en la grabación del tango que hiciera con la orquesta de Adolfo Carabelli y hay otra letra, escrita por Julián Porteño. Ninguna de las letras tuvo difusión y el tango generalmente se ejecuta en versión instrumental; al parecer las únicas grabaciones conocidas con letra son la de Gómez y otra de la cantante Milva en italiano.

## La obra
En la primera década del siglo XX Francisco Canaro, que había actuado previamente en el local de la esquina de Suárez y Necochea, en el barrio de La Boca formó un cuarteto integrado por él mismo en violín,  el bandoneonista Vicente Greco, el pianista Prudencio Aragón y el flautista Vicente Pecci con el cual actuaba en el palquito que tenía el Café El Estribo, un local ubicado en la avenida Entre Ríos 763 al 767 en el barrio de Balvanera, frente al Mercado San Cristóbal donde actuaron artistas vinculados al tango en las primeras épocas del desarrollo de este género y donde, al decir de Jorge A. Bossio, “el tango se hacía fuerte –desde el sur- en el Café El Estribo, baluarte principal en el corretear del tango por las arterias de Buenos Aires en su rumbo hacia el centro”. El conjunto tenía tal éxito de público que hubo noches en que por estar colmada la capacidad del local debía seguir las actuaciones desde la acera en tanto el comisario de la seccional enviaba algún efectivo al lugar para prevenir trifulcas y después de un tiempo comenzó a alternar sus presentaciones en El Estribo con otras que hacía en el Salón de baile San Martín, más conocido como Salón Rodríguez Peña por estar ubicado en el n° 344 de la calle de este nombre, ya en el centro de la ciudad. Equivocadamente, Francisco García Jiménez dice que esas actuaciones eran en el Salón La Argentina, en el número 361 de la misma calle. En este salón Greco se presentaba con la orquesta integrada por dos bandoneones, uno él mismo y el otro a cargo de Juan Lorenzo Labissier, los violines de Francisco Canaro y Juan Abatte, la flauta del “tano” Vicente Pecci y el piano de Agustín Bardi.

## Valoración
Dicen Del Priore y Amuchástegui que Rodríguez Peña es un tango chispeante, vivaz, sencillo e informan que en algunas versiones se ejecuta adornado mediante la superposición de algunos compases de la Rapsodia Húngara de Franz Liszt.

## Grabaciones
Vicente Greco no grabó Rodríguez Peña que, en cambio, fue registrado, entre otros, por José Basso, Eduardo Bianco, Feliciano Brunelli y Típica Víctor, Francisco Canaro, Juan D’Arienzo, Alfredo De Angelis, Julio De Caro, Carlos Di Sarli, Domingo Federico, Roberto Firpo, Osvaldo Fresedo, Carlos García, Juan Maglio Pacho, Osvaldo Manzi, Mariano Mores, Los Muchachos de Antes, Ciriaco Ortiz Francisco Pracánico, Donato Racciatti, Fulvio Salamanca, Florindo Sassone, Sexteto Tango y, Los Tubatango, el conjunto Pa’ que Bailen los Muchachos y Héctor Varela, 